# Максютово (Зілаїрський район)
Максю́тово (рос. Максютово, башк. Мәҡсүт) — присілок у складі Зілаїрського району Башкортостану, Росія. Входить до складу Кашкаровської сільської ради.
Населення — 83 особи (2010; 131 в 2002).
Національний склад:
- башкири — 100%